# 徐国权
徐国权（1962年8月—），浙江慈溪人，汉族，中华人民共和国政治人物、第十一届全国政协委员。

## 生平
加入九三学社，担任九三学社中央常委、办公厅主任。2008年，当选第十一届全国政协委员，代表九三学社，分入第十二组。2018年2月24日，当选为第十三届全国人大代表。